# Рафаэль Бедрос XXI
Рафаэль Бедрос XXI, Рафаил Пётр XXI, в миру Рафаэль Франсуа Минасян (арм. Ռաֆայել Պետրոս ԻԱ. Մինասյան, фр. Raphaël François Minassian, род. 24 ноября 1946 года, Бейрут) — ливанский армяно-католический прелат. Титулярный архиепископ Кесарии Каппадокийской армянского обряда и глава ординариата Восточной Европы Армянской Католической Церкви с 24 июня 2011 по 23 сентября 2021. Католикос — патриарх Киликии с 23 сентября 2021.

## Биография
Родился 24 октября 1946 года в Бейруте. Член Бзоммарского института патриаршего духовенства. Окончил высшую духовную семинарию в монастыре Богородицы в Бзоммаре (Ливан), армянскую семинарию в Риме, римский университет Ла Сапиенца (специальность — практическая психология). Рукоположён в священный сан в 1973 году в кафедральном соборе св. Илии и св. Григория Просветителя (Бейрут). Внёс большой вклад в развитие армянской католической общины Ливана (основал скаутский отряд, открыл церковь Св. Креста в местечке Залка), учредитель армянского католического телеканала. С 1996 года служил в США, в 2005 году назначен Патриаршим экзархом Иерусалима и Аммана.
24 июня 2011 года назначен ординарием ординариата Восточной Европы и титулярным архиепископом Кесарии Каппадокийской (лат. Caesariensis in Cappadocia Armenorum), посвящён в епископский сан 16 июля 2011 года Нерсесом Петром XIX Тармуни в сослужении со своим предшественниками: по ординариату — архиепископом Неханом Керакегеяном (Nechan Karakéhéyan) и по титулярной кафедре — епископом Мануэлем Патагяном (Manuel Batakian).
23 сентября 2021 Синод Армянской католической церкви, созванный папой Франциском в Риме, выбрал Преосвященного Рафаэля Франсуа Минасяна Патриархом Киликии Армянской католической церкви.